# Mount Robson
Mount Robson is de meest prominente berg in de Rocky Mountains en is met zijn 3954m het hoogste punt van het Canadese gedeelte van deze bergketen. De berg ligt volledig in het Mount Robson Provincial Park in Brits-Columbia en maakt deel uit van de Rainbow Range. Mount Robson is de op drie na hoogste berg in Brits-Columbia na Mount Fairweather (4671 m), Mount Quincy Adams (4150m) en Mount Waddington (4019 m).
Mount Robson werd genoemd naar Colin Robertson. Hij werkte voor zowel de North West Company als de Hudson's Bay Company op verschillende tijdstippen in het begin van de negentiende eeuw. De Texqakallt, een volk van de Secwepemc en de vroegste inwoners van het gebied, noemen de berg Yuh-hai-has-kun (De Berg van de Spiraalvormige Weg). Andere onofficiële namen zijn onder andere Cloud Cap Mountain en Snow Cap Mountain.

## Geografie
Mount Robson overheerst sterk in de plaatselijke omgeving. De berg rijst 2300 m op vanaf Berg Lake tot aan de top. De noordelijke zijde van Mount Robson is in grote mate vergletsjerd en 800 m ijs strekt zich uit van de top tot aan Berg Glacier. Aan de zuidelijke zijde rijst de berg zo'n 3000 m op tot aan de top. De Emperor Face van 1500 m aan de noordwestelijke zijde biedt een sterke uitdaging voor klimmers die de route langs de verticale wand met rotsen en ijs willen volgen.
De zuidelijke zijde van Mount Robson is duidelijk zichtbaar van op Yellowhead Highway (Highway 16). De noordelijke zijde kan gezien worden van Berg Lake, en kan bereikt worden na een bergwandeling van 19 km. Het meer is ongeveer twee kilometer lang. Er zijn kampeerterreinen in de afgelegen bergstreken aan elk uiteinde van het meer.
De Robsongletsjer, de bron van de Robson River, stroomt van de noordoostelijke flank van Mount Robson en voedde ooit twee oceanen tegelijk. In het voorveld van de Robson Glacier ligt een nunatak die de stroom van de gletsjer opdeelde op twee manieren:
- in westelijke richting langs de vallei van de Robson River
- in oostelijke richting langs de afvloeiing tot in Alberta.

## Fotogalerij

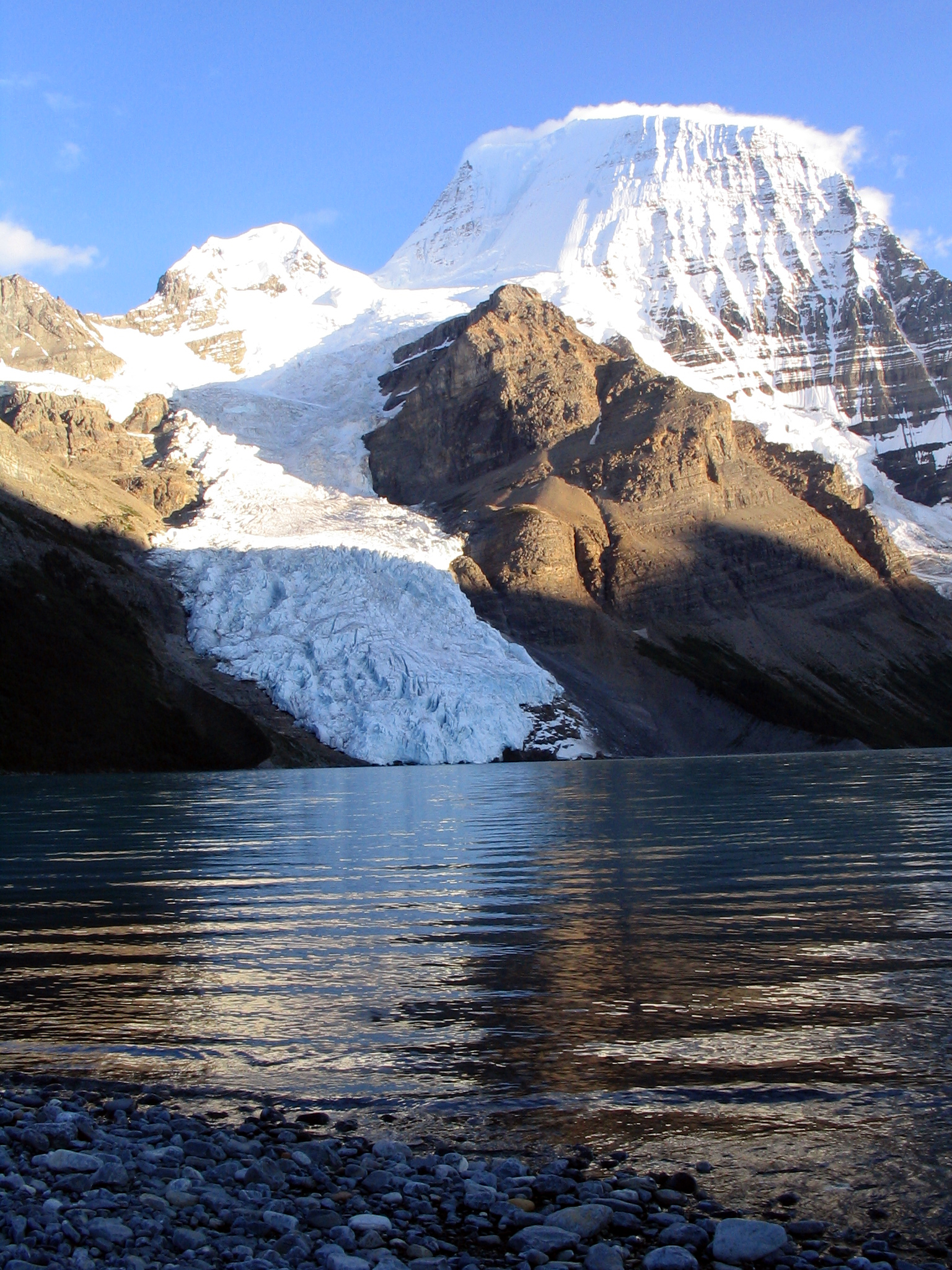
Berg Lake en Mount Robson - augustus 2005
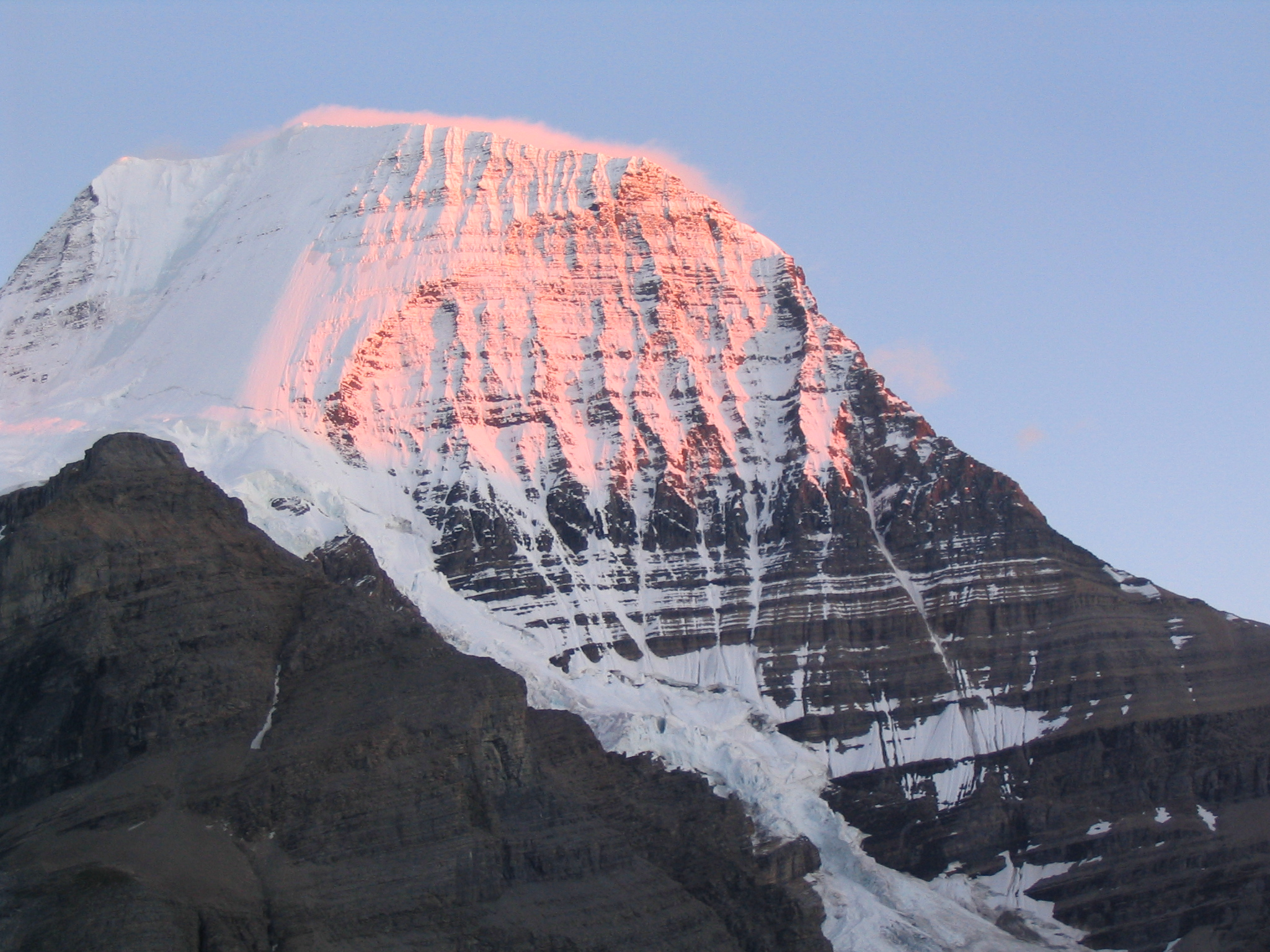
Mt. Robson (zonsondergang) - augustus 2005
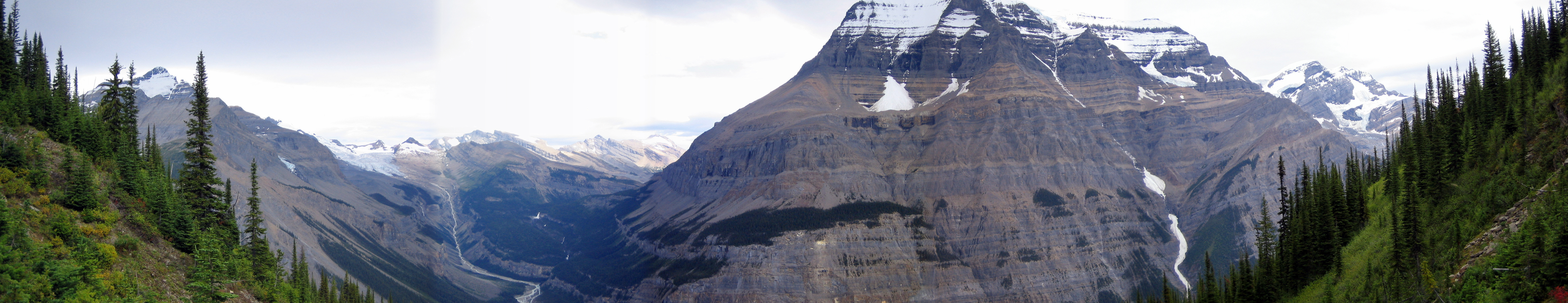
Mt. Robson - zuidwestelijke zijde augustus 2005
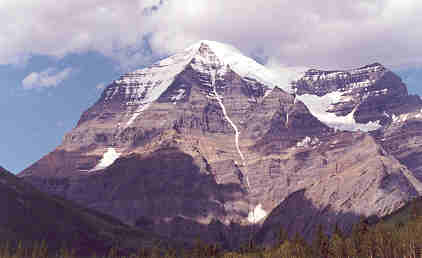
Mt. Robson - zuidelijke zijde juli 1992
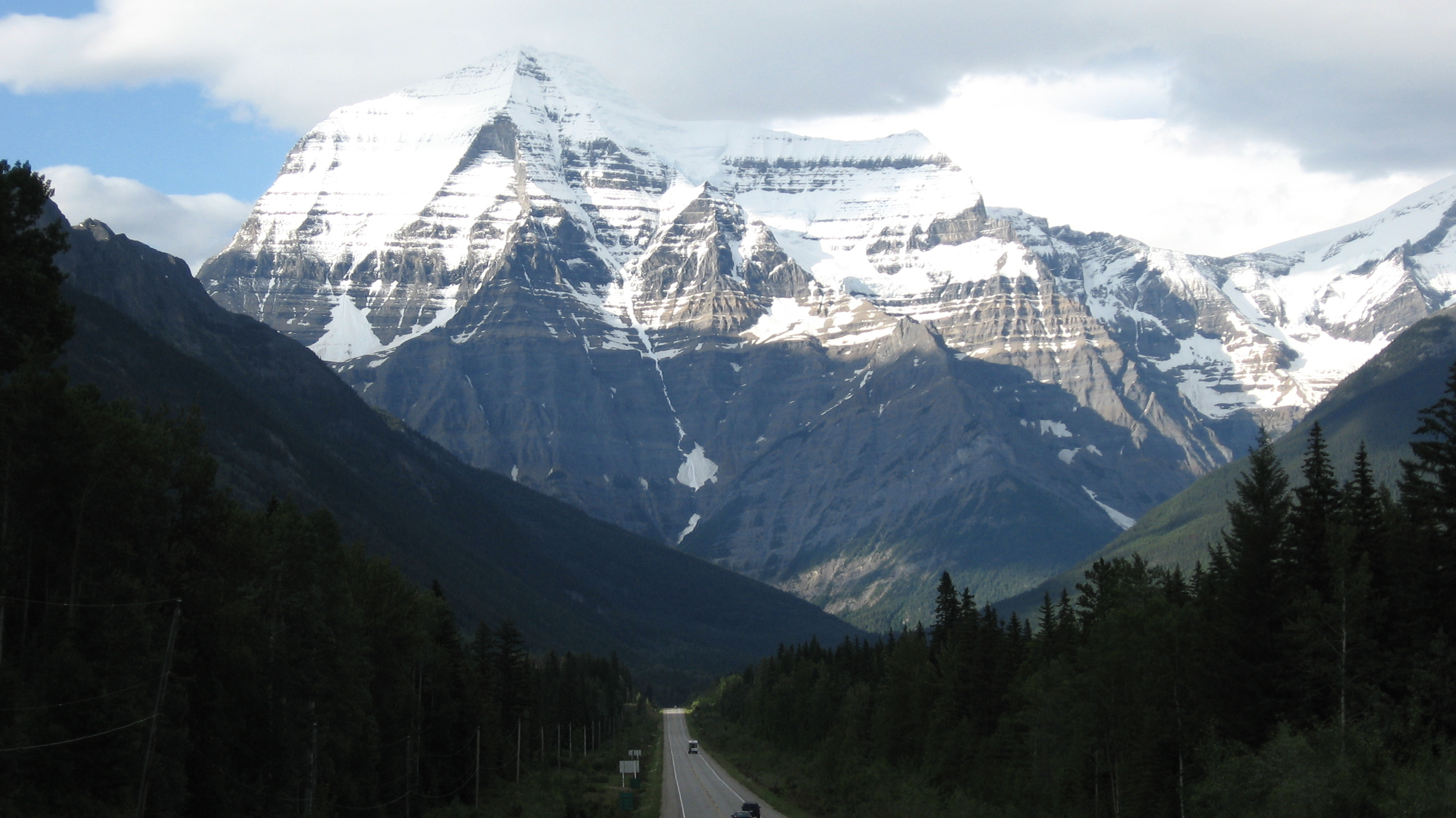
Mount Robson
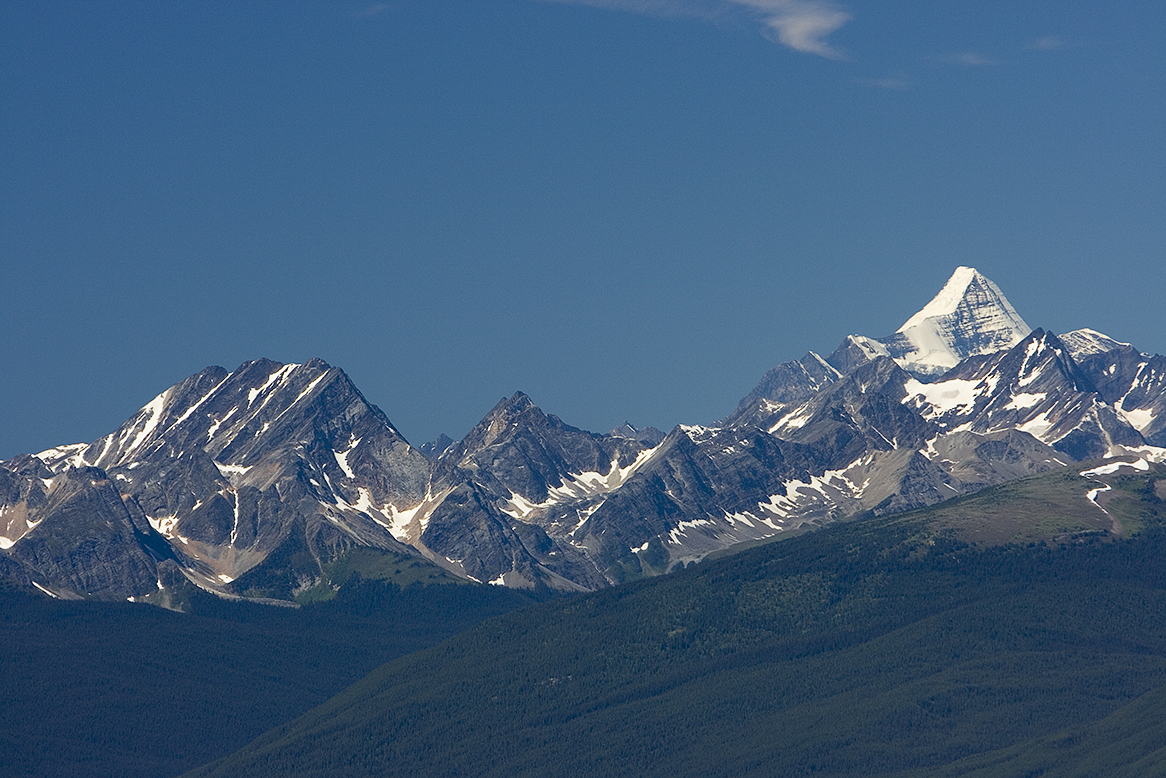
Gezien van op Whistlers Mountain nabij Jasper Alberta; ongeveer 100 km verderop
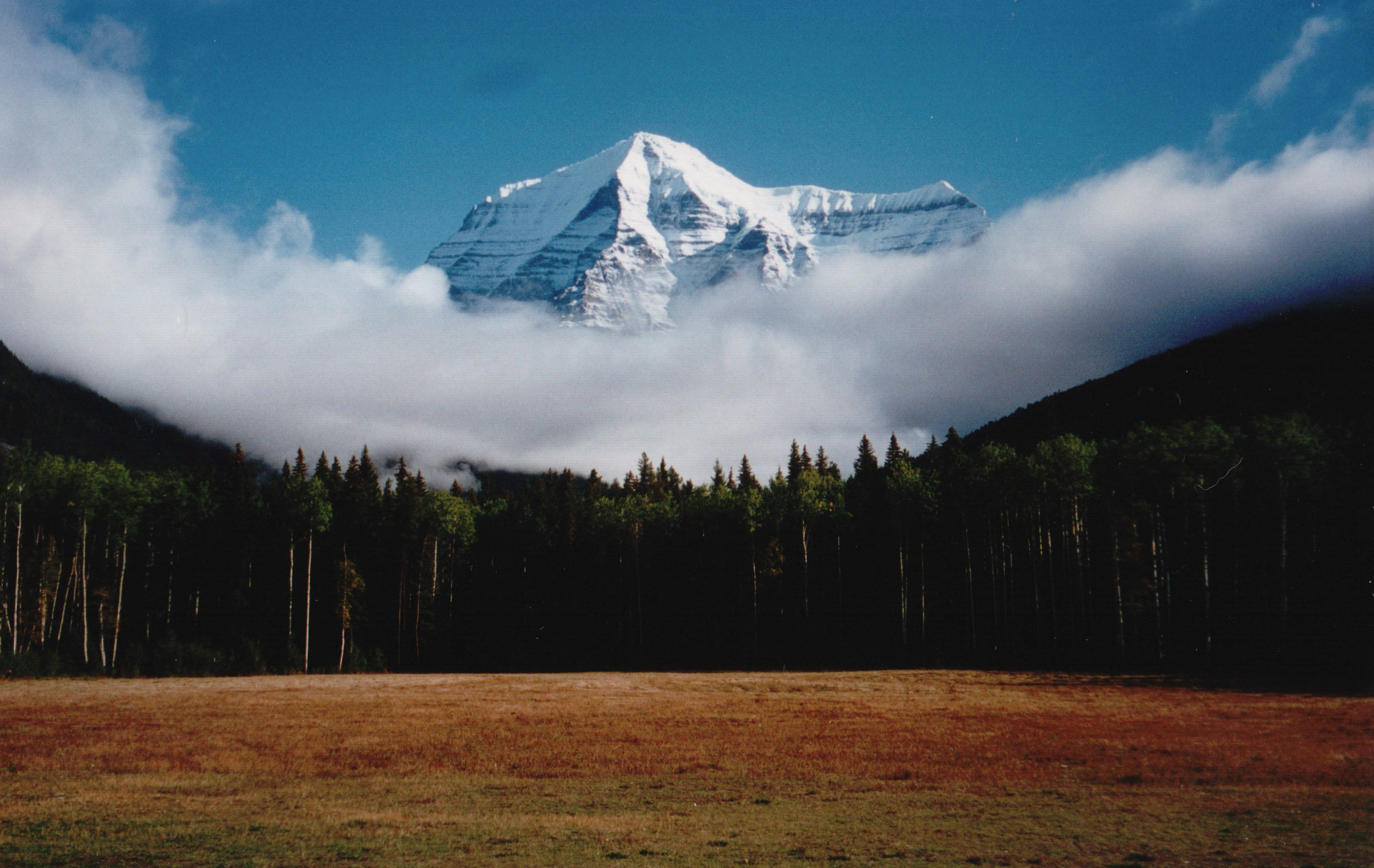
Mt.Robson-de zuidelijke zijde
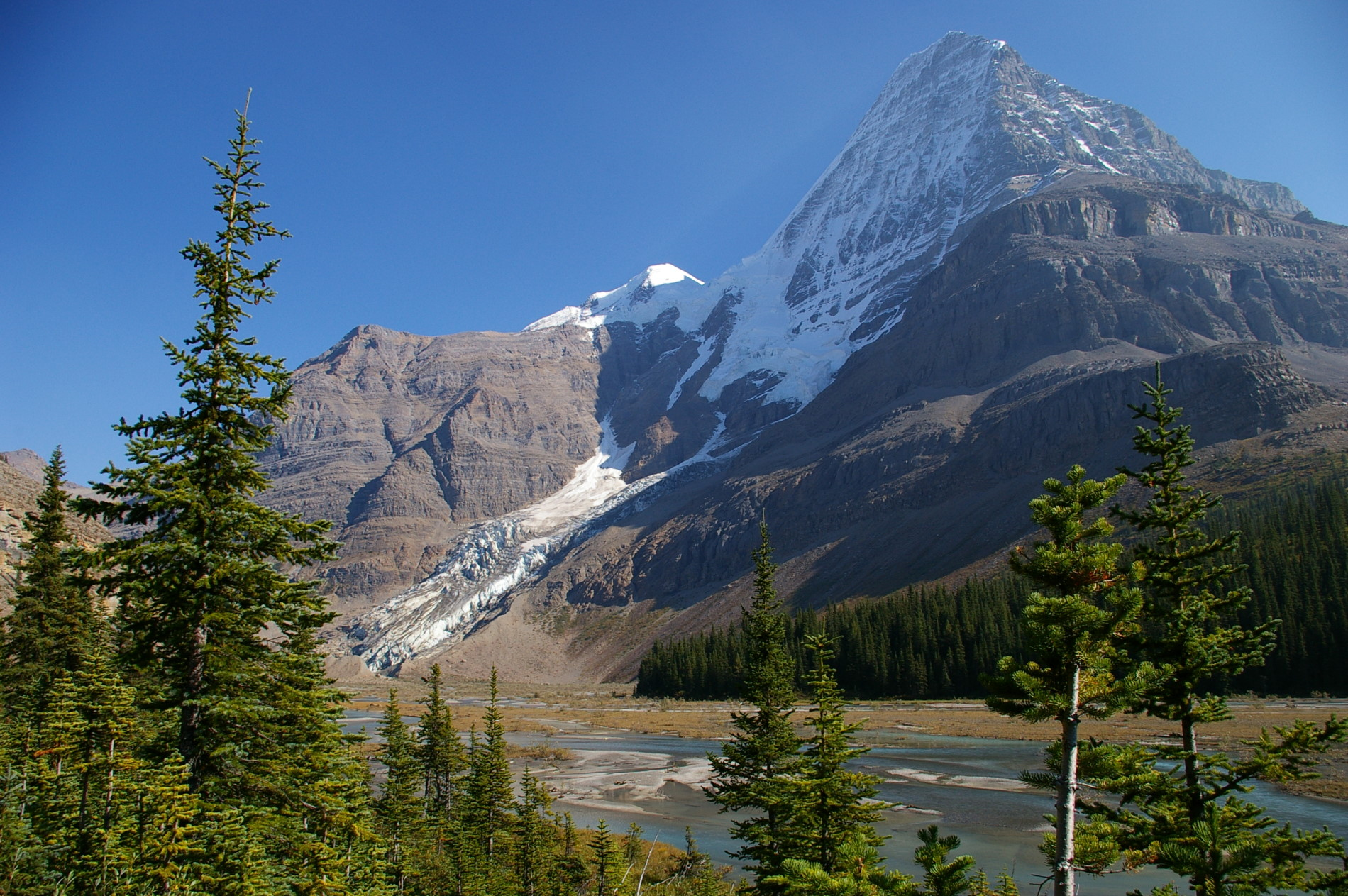
Mt. Robson en Mist Glacier zoals gezien nabij Emperor Falls Campground
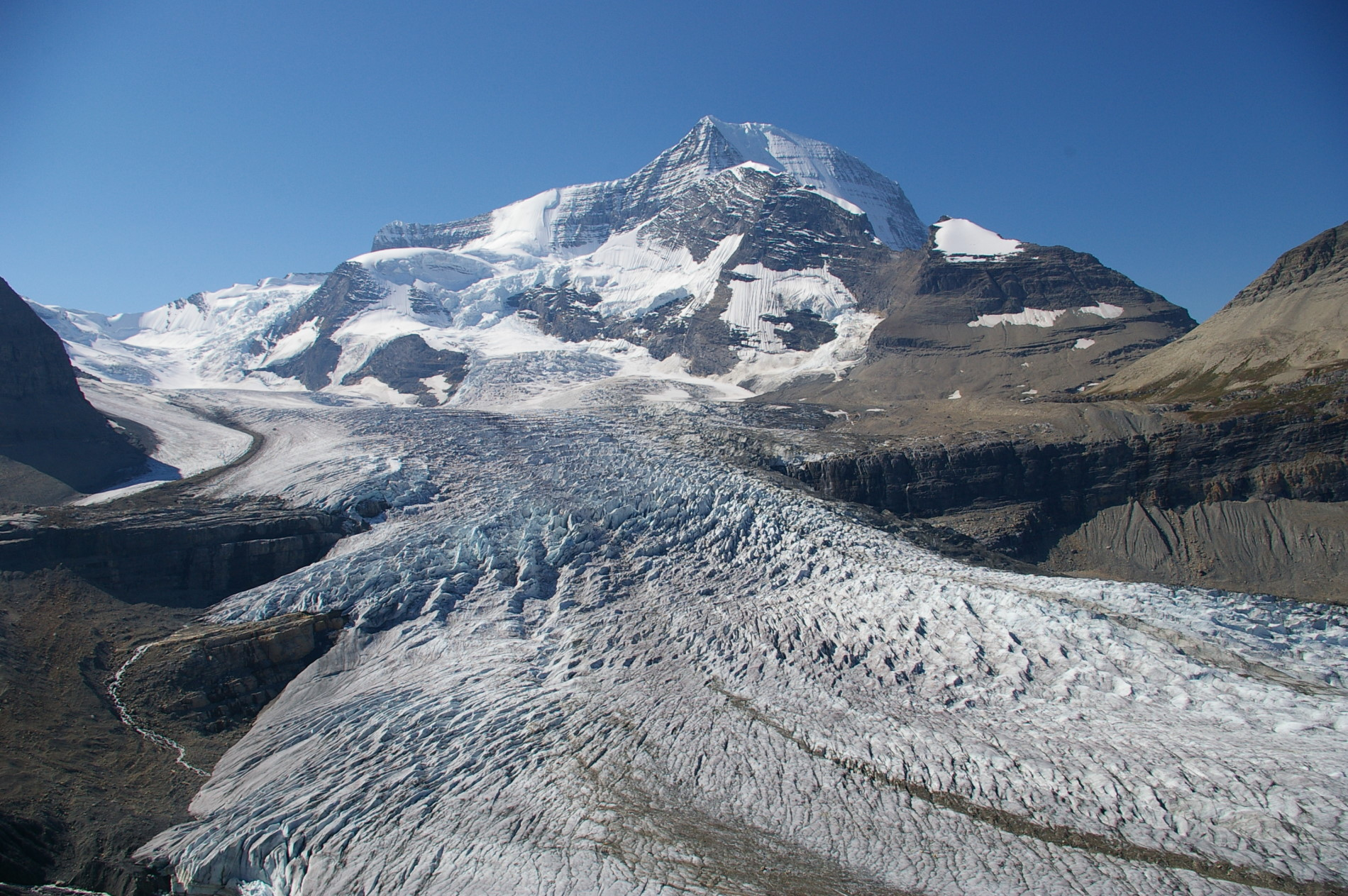
Mount Robson en de Robson Glacier zoals gezien van op de Snowbird Pass route.
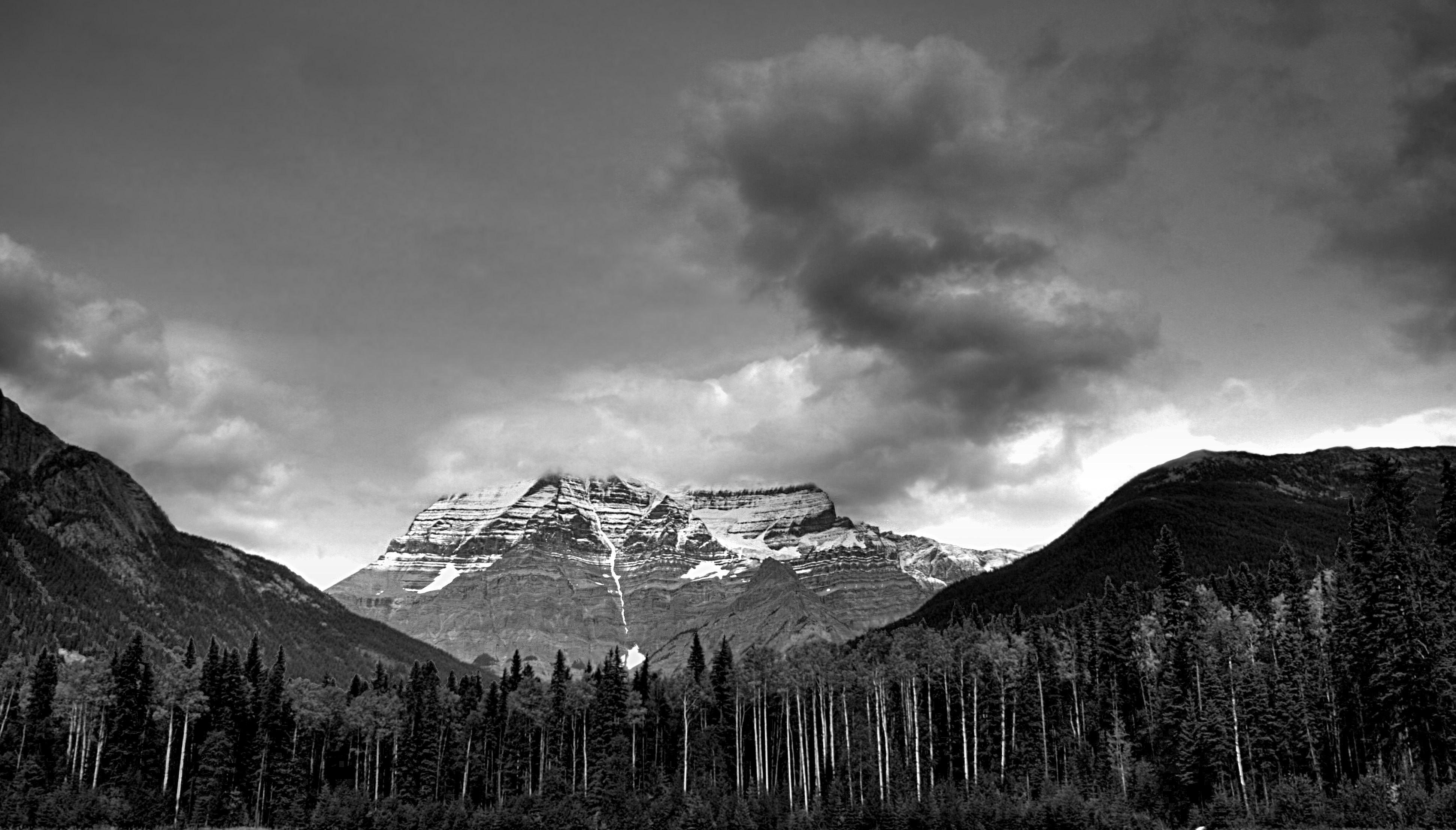
Mount Robson vanuit de Yellowhead Highway.